# 高山かな
高山 かな（たかやま かな、6月25日 - ）は、日本の女優、声優。東京都出身。血液型はB型。

## 略歴・人物
1999年から2000年にかけて「KiraKira☆メロディ学園」の1期生として活動していた（同期である浅野真澄とは現在も親交がある）。
2007年、キマグレン「LIFE」のPVにメイン女性役として女優デビュー。現在は映像作品などの女優業とナレーションなどの声優業と幅広く活動中。
幼い頃から父親と2人暮らしで大の仲良し。

## 出演
※太字は主演・メイン出演。

### PV
2007年
- キマグレン「LIFE」

### ナレーション
2008年
- 「AEON」お歳暮web
- 「モランボン」企業案内

2009年
- 「ジャスコスポーツ ストレッチDVD」
- 「モランボン」企業案内

### 映画
2007年
- 「鍵穴」隣人/電話の声役 監督：渡辺裕一郎

（下北映画祭入選）
（ひめじ国際短編映画祭準ブランプリ受賞）
（第1回丹後映像フェスティバル入選）
2008年
- 「28」 監督：片岡翔

（ショートショートフィルムフェスティバル2009「STOP温暖化部門」オーディエンス賞受賞）
（第4回札幌国際短編映画祭入選）
（第4回那須ショートフィルムフェスティバル招待作品）
- 「サマーリフレイン」モデル役 監督：池田圭

（山形国際映画祭スカラシップ作品）
- 「monster」 監督：岡本泰宏

（James River Film Festiva入選（アメリカ、バージニア州）
- 「今日を記念日にしよう」 監督：朴正一

（ネットムービーフェスティバル2008入選）
2009年
- 「走るのには理由がある」：橘いちか役 監督：岡元雄作

（第1回 丹後映像フェスティバル2009 グランプリ受賞）
（第5回 那須ショートフィルムフェスティバル2010入選）
（ひめじ国際短編映画祭2010 準グランプリ受賞）
2010年
- 「告白」　監督：中島哲也
- 「亡白」 監督：岡元雄作

### TV
2007年
- 「タモリのジャポニカロゴス」わきばみ美人役
- 「ザ・ベストハウス123」看護師役
- 「脳テレ」OL役

2008年
- NHK「NHKワールド TOKYOEYE」町娘役
- NTV「NNN Newsリアルタイム」体験レポーター
- テレビ東京「嘉納杯柔道ワールドグランプリ2008」オープニング映像メイン柔道家役

2009年
- テレビ朝日「侍戦隊シンケンジャー」6話：プチ整形OL役
- cxディノス通販「内転筋エクササイザー」ダイエットモニター

2010年
- NTV「アナタの名字SHOW」OL役

### DVD
2008年
- 「渋谷の女子高生が語った呪いのリスト」カオリ役

2009年
- 「おくりびと怪奇譚」4話DIARY：豊田恵理役
- 「CINEMA PARTY 2」（走るのには理由がある：橘いちか役）

2010年
- 「渋谷の女子高生が語った呪いのリスト5」4話ストリートビュー：母親の幽霊役

### モデル
2009年
- SUUMO
- 日経トレンディ
- ユースキン製薬（ハンドモデル・動画）

### 舞台
2009年 劇団ティルナノーグ第三回公演
- 『掌』：長田このみ役

### VP
- 2008年 三井不動産
- 2009年 SHARP

### 歌・その他
- 2010年 キグルミバンド歌のお姉さん 日吉東急
- 2010年 商人ねっと（Web） 店員役／生徒役
- 過去にカラオケ店主催オーディションでグランプリを受賞、カラオケクイーンとして活動